# 丽莎·洛林
丽莎·洛林（英語：Lisa Loring，1958年2月16日—2023年1月28日）是一名美國女演員。她因在1964年至1966年的情景喜劇《阿達一族》中飾演6歲的星期三·阿達而知名。

## 生平
1973年，15岁的洛林与青梅竹马法雷尔·福姆贝格（Farrell Foumberg）结婚，并育有一女。 婚姻在一年后结束。洛林于1981年与她的第二任丈夫、道格·史蒂文森（Doug Stevenson）结婚。他是另一部 CBS/ 宝洁合拍的肥皂剧《寻找明天》（Search for Tomorrow）的签约演员。洛林与史蒂文森育有第二个女儿，他们的婚姻于1983年结束。
1987年，洛林与成人电影演员杰瑞·巴特勒（Jerry Butler）结婚。他们在1987年成人电影《特蕾西的大诡计》（Traci's Big Trick）的拍摄现场相识，洛林在这部影片中担任化妆师和未出現於片尾名單的編劇。在接下来的几年里，她对巴特勒继续参与色情活动表示不满，最终巴特勒开始瞞著她秘密地参与色情拍摄。上世纪90年代，巴特勒在接受《日界线》采访时称自己「沉迷于这种生活方式」，並为自己的秘密行为及其对婚姻的影响感到羞愧。这对夫妇后来出现在莎莉杰西拉斐尔秀（The Sally Jessy Raphael Show）上，再次讨论巴特勒的色情事业对他们的婚姻造成的损害。巴特勒和洛林于1992年离婚，同年他也退出了色情产业，其後多年几乎从公众视线中消失。2003年，洛林与格雷厄姆·里奇（Graham Rich）第四次结婚。这对夫妇于2008年分居，2014年离婚。 

## 死亡
2023年1月28日，洛林去世於加州柏本克的聖喬瑟夫天佑醫學中心，死因為高血壓引起的中風，享壽64歲。

## 外部連結
- Lisa Loring在互联网电影资料库（IMDb）上的資料（英文）